# آدم هنريكي
آدم هنريكي هو لاعب هوكي الجليد كندي، ولد في 6 فبراير 1990 في Burford ‏ في المملكة المتحدة.

## وصلات خارجية
- آدم هنريكي على موقع دوري الهوكي الوطني (الإنجليزية)
- آدم هنريكي على موقع EliteProspects.com (الإنجليزية)
- آدم هنريكي على موقع HockeyDB.com (الإنجليزية)
- آدم هنريكي على موقع Hockey-Reference.com (الإنجليزية)